# Ford Storbritannien
Ford Storbritannien (officiellt Ford Motor Company Limited) är Ford Motor Companys brittiska verksamhet som startade 1909 med huvudkontor i Brentwood. Ford Storbritannien har fyra större tillverkningsorter: Bridgend, Dagenham, Halewood och Southampton. En forsknings- och utvecklingsanläggning finns i Dunton. Sedan 1967 är man en del av Ford Europa med huvudkontor i Köln.

## Historia
Fords första europeiska sammansättningsanläggning byggdes upp 1911 i Trafford Park i Manchester i en fabrik där man tidigare tillverkat spårvagnar. Dit kom T-Fordar i packlårar direkt från Detroit och upp genom Manchesterkanalen. 1914 tillverkade Trafford Park cirka 7310 bilar, vilket var 29 % av den totala brittiska bilproduktionen och det största antalet från en enskild fabrik i Europa. 
1917 öppnade Ford en irländsk fabrik i Cork, till att börja med för traktortillverkning, men 1921 började man att tillverka bilar och en mängd olika brittiska Fordmodeller producerades där tills anläggningen stängdes 1984. En ny Fordfabrik i Dagenham, Essex, Ford Dagenham, öppnades i oktober 1931. Efter andra världskriget började tillverkningen av klassiska brittiska Fordmodeller som Ford Zephyr, Ford Cortina och Ford Anglia. 1962 följde en fabrik Halewood och 1964 i Basildon och 1965 i Swansea. 
Ford Europa skapades 1967 då Fords brittiska och västtyska delar slogs samman. Samgående hade föregåtts av ett första samarbete att ta fram en gemensam modell i Ford Transit som kom ut på marknaden 1965. Sammanslagningen innebar att modellprogrammen lades samman och att man inte längre var interna konkurrenter inom Ford-koncernen.